# NORMAL
『NORMAL』（ノーマル）は、日本のロックバンドである一風堂の1枚目のオリジナル・アルバム。
1980年3月21日にEPIC・ソニーレコードからリリースされた。作詞・作曲はすべて土屋昌巳が担当している。ボーカルおよびギター担当の土屋を中心に結成された一風堂のファースト・アルバムであり、プロデュースは土屋が担当している。
レコーディングにはシンガーソングライターである遠藤賢司および歌手である中原理恵が参加している。
本作のコンセプトは「テクノロジーと人間的なロックのキッチュな組み合わせ」であり、ミュージックシーケンサーと人間による演奏との融合を目指した音楽性となっている。
本作以前にリリースされたデビュー・シングル「もっとリアルに」は未収録となり、先行シングルとしては「ブレイクアウト・ジェネレーション」が収録されている。

## 背景
見岳章および藤井章司はギタリストである鈴木茂の事務所と関係があったことから、シンガーソングライターである尾崎亜美の仕事に携わっており、後に鈴木のバックバンドとして参加することとなる。土屋昌巳は元々りりィのバックバンドであるバイ・バイ・セッション・バンドや大橋純子のバックバンドである美乃家セントラル・ステイションに参加しておりプロ・ミュージシャンとしてのキャリアを積んでいた。その後に土屋は鈴木から要請を受ける形で、平田謙吾とともに鈴木のバックバンドとして日本青年館公演にて初めて参加することとなった。その公演の中で土屋はバンドとしてのアイデアが大量にストックされる状態となり、バンド結成を検討していた土屋が他の3人に声をかける形で一風堂が結成されることとなった。バンド名は土屋が頻繁に利用していた渋谷にある雑貨店の店名から拝借されており、恩返しのつもりで名付けたと土屋は述べている。
結成されたばかりの一風堂は、設立されたばかりのEPIC・ソニーレコード所属のロック歌手である山本翔のバックバンドとして、アルバム『ROMANTIC VIOLENCE』（1978年）および『RUSSIAN ROULETTE』（1979年）に参加。同レーベルを立ち上げた丸山茂雄は将来的にロックのレーベルにするという願望があったが、当時は山本やばんばひろふみなど僅かなミュージシャンしか所属していなかったため、山本のデビューが決定した時に「次は僕らのバンドをデビューさせてください」と土屋は丸山に交渉することとなった。土屋は元々山本のバックバンドとして活動開始した時点でバンド単独でのデビューも視野に入れていたと述べている。その後シングル「もっとリアルに」（1979年）をリリースして単独でメジャー・デビューを果たした。週刊誌『週刊プレイボーイ』1979年10月2日号には「脇役が主役を食う」と題して「もっとリアルに」のレビューが掲載された。当時は独立したバンドとして最初からデビューすることが困難であり、バックバンドとしての実績を作らなければならなかったと土屋は述べている。
1980年2月8日および2月9日に新宿ロフトにて初のワンマン・ライブを実施。当日はゲストとして山本翔が参加しており、自身の曲を数曲とアンコールにて披露された一風堂の曲である「ブレイクアウト・ジェネレーション」を共に歌唱した。また、サポートミュージシャンとして山川恵津子がキーボードおよびコーラスとして参加したため5人編成となっていた。一風堂はキーボードやシンセサイザーを多用する機材の多いバンドであったため、レコーディングやライブ時の搬入および搬出に苦労したと当時のマネージャーであった財津尚弘は述べている。

## 録音、制作
レコーディングは1979年12月より開始された。レコーディング中にベース担当が平田から赤尾敬文に交代となる。平田は山本翔のバックバンドとして活動の継続を望んだために一風堂から脱退することになったが、山本は久保田真琴のバンドとアルバムを制作することになり、平田はその後単身渡英することになった。また「もっとリアルに」のB面曲である「DIS-COMMUNICATION」がクラフトワークのようなシンセポップの音楽性であったことから、平田は一風堂メンバーとしての活動継続に疑念を持っていたとも述べている。本作にはシンガーソングライターである遠藤賢司および歌手である中原理恵が参加している。自身のことを日本におけるニール・ヤングであると自負していた土屋は、遠藤のアルバム『東京ワッショイ』（1979年）を聴いて自分以外にもニールが存在したと衝撃を受け、本作に参加するよう遠藤に要請することとなった。その返礼として土屋は遠藤のアルバム『宇宙防衛軍』（1980年）のレコーディングに参加している。本作収録曲の「ブレイクアウト・ジェネレーション」に祭囃子が挿入されているのは、遠藤の「東京ワッショイ」から拝借されたものであるという。本作のレコーディング・エンジニアを担当している松本裕は作詞家の松本隆の弟であり、元々ドラマーであったことからドラムスに最もこだわりがあったことから、スネアドラムやタムにトリガーを付けていたという。
土屋はシングル「もっとリアルに」制作の時点でアルバム3枚分のアイデアを抱えていたと述べており、3枚目のアルバム『RADIO FANTASY』（1981年）までの基本的なコンセプトやアルバム用の曲も数曲は制作していたと述べている。またストックされた曲やアイデアをどの順番で発表していくのかを考えることを楽しんでいたと述べている。そのようなコンセプト作りはビートルズやレッド・ツェッペリン、ピンク・フロイドからの影響であり、土屋は曲が出来てからアルバム制作を始めるのではなく、アルバムのコンセプトに合った曲を制作する方針を取っており、良曲が出来てもコンセプトに合わなければ没にしていたという。当時はリズム・ボックスが発売された頃であり、藤井はパルス信号を聴きながらドラムスを演奏するグラハム・セントラル・ステーションなどのバンドが出てきたことで、個人的興味から土屋にそれらの音源を聴かせることとなった。土屋は藤井のことを日本で最もジョン・ボーナムに近いグルーヴィなドラマーであると思っていたことから、藤井がパルス信号を聴きながらドラムスを演奏することでどのような音になるのかという興味があったと述べている。見岳はアレンジャーとして様々な楽曲を担当していたが、アメリカン・サウンドが重宝される当時の風潮に対して欲求不満を抱えており、一風堂への参加によってシンセサイザーや現代音楽、ミニマル音楽など音楽性の幅が広がったと述べている。また、見岳によれば一風堂は当初土屋の抱えたアイデアを具現化するためのバンドとしてスタートしており、本作の始まりから終わりまでのすべての構想を土屋はすべてすでに持っていたほか、譜面が苦手な土屋が半分くらいの楽曲の譜面を書き起こしていたとも述べている。
見岳は自身がエリック・サティなどのミニマル・ミュージックを愛好していたことから「無機的な土台に自分の音を被せていく」ことを目指し、タンジェリン・ドリームのようにミュージックシーケンサーの音に生演奏の音を被せることを目的にしていたと述べている。しかし本作制作時には簡単なフレーズを自動演奏する程度のローランドのアナログ・シーケンサーしか所持しておらず、シーケンサーのように聴こえる箇所もほとんどが手弾きによる演奏となっている。また、シンセサイザーのパルス信号が入っているため、通常のロック・ミュージックのように演奏しているとズレが生じることから演奏時には緊張感があったことを述べたほか、本作のシンセサイザーは自己主張をしておらず、藤井のドラムスによるグルーヴがメインになっているとも述べている。ドラムスに関しても藤井は各パートを一編に演奏する方法でレコーディングを行っていたほか、ベースおよびドラムスは土屋による書き譜で指定されており完全にディレクションされた状態でレコーディングされている。藤井はスライ&ザ・ファミリー・ストーンがリズムボックスを導入していたことに影響され、ロックにも導入可能であると考えていたことから機械のビートの導入に興味を持ったと述べている。

## 音楽性
当初の一風堂の音楽性はミュージックシーケンサーと人間によるビートを同じ時間軸の中でどのように展開するかを出発点としており、ドラムスなどの核になる部分はレッド・ツェッペリンと同様でなければならないとの考えの他に、土屋はアンサンブルとしてキーボードは必要不可欠であるとも考えていたという。同時期に活動していたイエロー・マジック・オーケストラ (YMO) はクリック音に合わせて機械的にドラムスを叩いていたが、人間的な生身のドラムスをコンセプトとしていた点がYMOとの大きな差であると土屋は述べている。土屋はコンピュータによる計算されたリズムと人間が演奏するロックのグルーヴは融合できるはずであると強く認識しており、自身以外の人間とのセッションによって音楽を制作していく意図があったため、「有機的なビートの中でマシンの演奏も機能する」という方向性で制作することとなった。見岳は当時の日本ではウェストコースト・ロック風の音楽が主流であったが自身には合わず、ヨーロッパの音楽を志向していたために土屋の構想を魅力的に感じていたと述べている。
本作のコンセプトは「テクノロジーと人間的なロックのキッチュな組み合わせ」であり、1曲目の「ADVENTURE」はタイトルはザ・ベンチャーズだが音はシャドウズであると土屋は述べている。また本作制作に当たり、自身が愛好していたリズム・アンド・ブルースやハードロックのような要素は封印して制作を開始したとも述べている。本作ではテクノポップを下地とした中でパロディ的にベンチャーズやハードロックの要素が取り入れられており、その点に関して土屋は「無闇にチョーキングしたり、リズムが横揺れしないように、とか、そういう部分は意識しました。ギター・ソロが入る時はあんまりジミー・ペイジにならないようにしよう、とか」と述べている。また、クラフトワークやパンク・ロックなどの新たな要素を導入している他に、レゲエの要素を取り入れた背景として、ボブ・マーリーやジミー・クリフなどが政治的に過激な発言をしたことなどを踏まえた上で、音楽的な部分のみでなくムーブメントとしての要素に土屋が没頭していたことから取り入れられたと述べている。その他にも土屋は、バンド名の元ネタとなった雑貨屋のように雑多な音楽を混合させるという狙いが本作にはあったと述べている。その方向性が強く示された曲が「電気人形」であり、レゲエからハードロックに展開する要素はポリスからの影響であると述べている。

## リリース、アートワーク
1980年3月21日にEPIC・ソニーレコードからLPにてリリースされた。LPの帯に記載されたキャッチフレーズは「一風堂からの緊急呼び出し!!」であり、またバンド名は「IPPPPU-DO」と表記されている。本作にはデビュー・シングルである「もっとリアルに」がB面曲も含めて未収録となっているが、それについて土屋はビートルズの「ストロベリー・フィールズ・フォーエバー」（1967年）がシングルのみでのリリースであったことなどに影響された結果であり、レコード・メディアを使い分けるような発想を好んでいたためであると述べている。本作のジャケットはリリース直前になって差し替えられており、元々は収録曲である「電気人形」のイメージでメンバーの体に電気コードが巻き付けられている写真が使用されていた。
2006年12月20日にはボックス・セット『MAGIC VOX: IPPU‐DO ERA 1979–1984』においてデジタル・リマスタリング版として初CD化され、シングル曲やライブテイクなどのボーナストラック5曲が収録される形で再リリースされた。2013年10月30日には前述のボックス・セットから単体でリリースされる形で、ボーナストラックも含めた『NORMAL＋5』として紙ジャケットおよびBlu-spec CD2仕様で再リリースされた。

## 批評
本作に関して雑誌編集者である田中雄二は、P-MODELやLIZARDがスタジオにて試行錯誤の末にデビュー作を完成させたことに対して、一風堂メンバーはすでにスタジオ・ミュージシャンとしての経験があったことから、本作に関しては「いきなり総決算的な完成度で世に問うた」と述べている。そのため、ロビン・スコットなどのイギリスのミュージシャンが早い段階から一風堂を高く評価していたのではないかと述べたほか、本作収録曲である「チャイニーズ・レゲエ」や3枚目のアルバム『RADIO FANTASY』（1981年）収録曲である「LISTEN TO ME」のそれぞれの英語歌詞バージョンは、メンバーからの発案ではなく外部からの要請によってイギリス向けに制作されたことを指摘している。一方でアンダーグラウンドシーンを偏重する当時の日本における音楽関連のマスコミからは、ザ・プラネッツやピーター・ガブリエルなどから受けた影響がストレートに反映されている点に対してパクリであると非難されることもあったと田中は述べている。これに対し田中は「レゲエ界では古典的なスタイルですよね。リスペクトとして過去の引用を取り入れるという手法は」と述べ、土屋はそれを肯定しジョージ・ハリスンの楽曲「マイ・スウィート・ロード」（1970年）が盗作であると非難された際に、ハリスンが「ポップスとはそういう音楽なんだよ」と発言したことに触れた上で土屋は音楽を「記憶の芸術」であると主張し、「リスナーの持っている記憶をどう利用しようかという考え方がある」と述べロックやポップスの楽曲を制作する際には重要なテーマであると述べている。また、田中は収録曲である「ブレイクアウト・ジェネレーション」に対して、ディーヴォ風の変拍子を使用した楽曲でありながら演奏に余裕が感じられると述べたほか、本作がボブ・マーリーに影響を受けたジャマイカのリズムをベースとして全体が構成されている点に触れ、スコットが「日本にしかないレゲエ」であると絶賛したと述べている。

## 収録曲
- CD付属の歌詞カードに記載されたクレジットを参照[23]。また、1、10、14、15曲目はインストゥルメンタルとなっている。

| #         | タイトル                                                                 | 作詞      | 作曲      | 編曲      | 時間  |
| --------- | ------------------------------------------------------------------------ | --------- | --------- | --------- | ----- |
| 1.        | 「ADVENTURE」                                                            |           | 土屋昌巳  | 土屋昌巳  | 2:27  |
| 2.        | 「ブレイクアウト・ジェネレーション（狂育世代）」("BREAK-OUT" GENERATION) | 土屋昌巳  | 土屋昌巳  | 土屋昌巳  | 2:32  |
| 3.        | 「ブラウン管の告白」(MOONLIGHT LOVE CALL)                                | 土屋昌巳  | 土屋昌巳  | 土屋昌巳  | 3:14  |
| 4.        | 「TV SCENE」                                                             | 土屋昌巳  | 土屋昌巳  | 土屋昌巳  | 1:01  |
| 5.        | 「電気人形」(ELECTRIC DOLL)                                              | 土屋昌巳  | 土屋昌巳  | 土屋昌巳  | 4:55  |
| 6.        | 「PANIC IN THE CITY」                                                    | 土屋昌巳  | 土屋昌巳  | 土屋昌巳  | 3:06  |
| 合計時間: | 合計時間:                                                                | 合計時間: | 合計時間: | 合計時間: | 17:15 |

| #         | タイトル                                 | 作詞      | 作曲      | 編曲      | 時間  |
| --------- | ---------------------------------------- | --------- | --------- | --------- | ----- |
| 7.        | 「I LOVE YOU」                           | 土屋昌巳  | 土屋昌巳  | 土屋昌巳  | 4:05  |
| 8.        | 「思春期PART II」(DO YOU KNOW?)          | 土屋昌巳  | 土屋昌巳  | 土屋昌巳  | 2:59  |
| 9.        | 「チャイニーズ・レゲエ」(CHINESE REGGAE) | 土屋昌巳  | 土屋昌巳  | 土屋昌巳  | 2:44  |
| 10.       | 「ESCAPE」                               |           | 土屋昌巳  | 土屋昌巳  | 2:10  |
| 11.       | 「心配しないで」(DON'T WORRY BABY)       | 土屋昌巳  | 土屋昌巳  | 土屋昌巳  | 4:16  |
| 12.       | 「MORNING FANTASY」                      | 土屋昌巳  | 土屋昌巳  | 土屋昌巳  | 3:15  |
| 合計時間: | 合計時間:                                | 合計時間: | 合計時間: | 合計時間: | 19:29 |

| #         | タイトル                                                                | 作詞      | 作曲      | 編曲      | 時間  |
| --------- | ----------------------------------------------------------------------- | --------- | --------- | --------- | ----- |
| 13.       | 「もっとリアルに」                                                      | 土屋昌巳  | 土屋昌巳  | 土屋昌巳  | 2:56  |
| 14.       | 「DIS-COMMUNICATION」                                                   |           | 土屋昌巳  | 土屋昌巳  | 4:13  |
| 15.       | 「ADVENTURE」(新宿LOFT 1980年2月9日)                                    |           | 土屋昌巳  | 土屋昌巳  | 2:04  |
| 16.       | 「ブレイクアウト・ジェネレーション（狂育世代）」(新宿LOFT 1980年2月9日) | 土屋昌巳  | 土屋昌巳  | 土屋昌巳  | 2:20  |
| 17.       | 「PANIC IN THE CITY」(新宿LOFT 1980年2月9日)                            | 土屋昌巳  | 土屋昌巳  | 土屋昌巳  | 3:16  |
| 合計時間: | 合計時間:                                                               | 合計時間: | 合計時間: | 合計時間: | 14:49 |

## スタッフ・クレジット
- CDバックカバーに記載されたクレジットを参照[23]。

### 一風堂
- 土屋昌巳 – ギター、ボーカル、コーラス、シンセサイザー、シーケンサー、ヴォコーダー、マリンバ、エレクリック・リズム
- 藤井章司 – ドラムス、エレクトリック・リズム、コーラス
- 赤尾敬文 – ベース、コーラス
- 見岳章 – キーボード、シンセサイザー、ヴォコーダー、ヴィブラフォン、ヴァイオリン、コーラス

### 録音スタッフ
- 土屋昌巳 – プロデューサー
- 郡司常海 – アルバム・コーディネーション
- 松本裕 – エグゼクティブ・エンジニア
- 鈴木隆一 – エンジニア

### 美術スタッフ
- 出久根正彦 – アート・ディレクター、デザイン
- 鋤田正義 – 写真撮影
- 須藤洋子 – スタイリスト

### その他スタッフ
- 中原理恵 – スペシャル・サンクス
- 遠藤賢司 – スペシャル・サンクス
- 小田原重秋 – スペシャル・サンクス
- マーティン・K・ブレーシー – スペシャル・サンクス
- DRIVE MUSIC PUBLISHER – 全プロデュース

## リリース日一覧
| No. | リリース日     | レーベル                                 | 規格         | カタログ番号 | 最高順位 | 備考 | 出典          |
| --- | -------------- | ---------------------------------------- | ------------ | ------------ | -------- | --- | ------------- |
| 1   | 1980年3月21日  | EPIC・ソニー                             | LP           | 25・3H-16    | -        | |               |
| 2   | 2006年12月20日 | ソニー・ミュージックダイレクト／GT music | CD           | MHCL-1021    | -        | ボックス・セット『MAGIC VOX: IPPU‐DO ERA 1979–1984』収録 デジタル・リマスタリング盤、ボーナストラック5曲収録 | [ 24 ] [ 25 ] |
| 3   | 2013年10月30日 | CSレコード                               | BSCD2        | DYCL-7006    | -        | 2006年リマスター盤、紙ジャケット仕様、ボーナストラック5曲収録                                                |               |
| 4   | 2013年11月27日 | ソニー・ミュージックダイレクト           | AAC-LC       | -            | -        | デジタル・ダウンロード、ボーナストラック5曲収録                                                              | [ 26 ]        |
| 5   | 2013年11月27日 | ソニー・ミュージックダイレクト           | ロスレスFLAC | -            | -        | デジタル・ダウンロード、ボーナストラック5曲収録                                                              | [ 27 ]        |